# 强尼·格林伍德
「強尼」·乔纳森·理查·蓋·格林伍德（英語：Jonathan "Jonny" Richard Guy Greenwood，1971年11月5日—）生於英格蘭牛津，知名英國樂團電臺司令成員之一。
他是一位天才型的樂器演奏者，擅長的有：吉他、風琴、合成器、鋼琴、木琴、馬特諾琴、口琴。
2000年之後強尼也開始加入電影音樂的編寫，其中「霓裳魅影」和「犬山記」還獲得奧斯卡金像獎最佳電影配樂的提名。

## 經歷
強尼在電臺司令裡被視為第二重要的藝術家，許多歌迷和評論者認為強尼是搖滾樂中最棒的吉他手之一。他在電臺司令裡的貢獻包括了搖滾慢歌〈The Tourist〉和曲風有著披頭四味道的〈A Wolf at the Door〉，這兩首歌分別收錄在《OK電腦》和《鵲賊篇》的最後。電臺司令的主唱湯姆·約克提到，在第二張專輯《善變》的〈Just〉裡，我和強尼比賽看誰能在這首歌裡盡可能加進最多和絃。

## 原聲帶
- 《生之頌》（Bodysong，2003）
- 《黑金企業》（There Will Be Blood，2007）
- 《挪威的森林》（2010）
- 《凱文怎麼了？》（We Need to Talk About Kevin，2011）
- 《世紀教主》（The Master，2012）
- 《性本惡》（Inherent Vice，2014）
- 《霓裳魅影》（Phantom Thread，2017）
- 《失控救援》（You Were Never Really Here，2017）
- 《史賓賽》（Spencer，2021）
- 《犬山記》（The Power of the Dog，2021）
- 《甘草比薩》（Licorice Pizza，2021）

## 相關網站
- Radiohead.com （页面存档备份，存于）：電臺司令官方網站